# Риза (церковная утварь)
Ри́за — в православном храме покрывало на престоле, жертвеннике и аналоях, покровец на потире, а также верхняя часть священнического облачения (фелонь или казула). Ризы хранятся в специальных алтарных помещениях — ризницах.

## Символика цвета
Ризы всегда имеют один и тот же цвет. Им же в облачении священника соответствует и цвет епитрахили и поручей и ораря в облачении диакона. Как правило, цвету риз соответствует и цвет занавески за Царскими вратами, а иногда даже и цвет ковра на амвоне. Некоторые православные христиане поддерживают традицию надевать для похода в храм одежду, соответствующую по цвету ризам.
Ризы бывают шести цветов: белые, красные, голубые, зелёные, жёлтые и чёрно-фиолетовые. Каждый цвет зависит от праздника и имеет свою символизацию. После того или иного двунадесятого праздника цвет риз поддерживается вплоть до его отдания.
- Белые ризы символизируют Божественный Свет. Их принято надевать на праздники Спасителя — Рождество Христово, Богоявление, Сретение, Вознесение, Преображение, а также в праздники бесплотных ангельских Сил. В белых ризах также начинается празднование Пасхи — Воскресения Христова. Белое облачение также надевается священником при совершении крещения, венчания и отпевания с погребением.
- Красные ризы символизируют торжественную радость при праздновании Пасхи и кровь святых мучеников, в дни памяти которых также надеваются красные ризы.
- Голубые ризы символизируют собой высшую святость, чистоту и непорочность Пресвятой Богородицы. Соответственно, голубые ризы надеваются на Богородичные праздники — Благовещение, Успение, Рождество Пресвятой Богородицы, Покров Пресвятой Богородицы и Введение во храм Пресвятой Богородицы.
- Зелёные ризы символизируют животворение и вечную жизнь. Они надеваются в праздники Входа Господня в Иерусалим, Пресвятой Троицы и Святого Духа, а также в дни памяти святых христианских подвижников — преподобных и Христа ради юродивых.
- Жёлтые (золотые) (именуемые также царскими) ризы надеваются в дни памяти святых благоверных царей и князей, а также святых пророков, апостолов и святителей. Также жёлтая риза является «обыденной», то есть надевается во все дни, не соответствующие другим цветам риз.
- Чёрно-фиолетовые ризы надеваются во время Великого поста, за исключением входящих в него праздников. Кроме того, фиолетовые ризы используются в день праздника Воздвиженья Креста Господня